# أورلاندو ريفاس
أورلاندو ريفاس (بالإسبانية: Orlando Rivas)‏ هو لاعب كرة قدم كولومبي في مركز الدفاع، ولد في 17 يوليو 1950. لعب مع يونيون ماغدالينا.

## وصلات خارجية
- أورلاندو ريفاس على موقع أوليمبيديا (الإنجليزية)